# 罗格·约翰松
罗格·约翰松（瑞典語：Roger Johansson，1967年4月17日—），瑞典男子冰球运动员。他曾代表瑞典国家队参加1994年冬季奥林匹克运动会冰球比赛，获得一枚金牌。退役后他成立了一家冰球学校。